# Dennis (voornaam)
Dennis is een voornaam voor jongens. De vrouwelijke variant is Denise.

## Herkomst
De naam Dennis is afgeleid van Dionysius. Deze naam voert op zijn beurt terug tot Dionysos, de Oud-Griekse god van de extase, de landbouw, de vruchtbaarheid, de natuur en de wijn. De naam kwam in de christelijke sfeer door Dionysius de Areopagiet, die door Paulus bekeerd werd tot het christendom. In latere tijden werd het de naam van verschillende heiligen.

## Varianten
De volgende namen (o.a.) zijn varianten of afgeleiden van Dennis:
- Denes, Denis, Deniz, Denijs, Denys, Deonicius, Deonisius, Dion, Dionisius, Dionijs, Dionys, Nies, Nijs, Nysius[1]

De naam komt ook in andere talen voor:
- Deens: Dines
- Duits: Dyonisius, Denis, Dion
- Engels: Denis
- Frans: Denis, Denys
- Hongaars: Denes
- Italiaans: Dionigi
- Turks: Deniz (klinkt hetzelfde, maar de naam komt van Turkse woord voor zee)

## Bekendheid
Van de 10.403.951 personen in België zijn er 3636 die Dennis heten. De naam kende zijn hoogtepunt in 1987 met 215 geboortes of 6% van het totale aantal. 90% van de personen in België met de voornaam Dennis is geboren na 1974.
In Nederland is het een veel voorkomende naam.

## Heilige
- Saint-Denis, eerste bisschop van Parijs en martelaar

## Bekende naamdragers

### Dennis
- Dennis (zangeres), Nederlands zangeres
- Dennis Appiah, Frans-Ghanees voetballer
- Dennis Bekkers, Nederlands taekwondoka
- Dennis Bergkamp, Nederlands voetballer
- Dennis "Black Magic", Belgisch pornoregisseur
- Dennis Boutsikaris, Amerikaans acteur
- Dennis Brutus, Zuid-Afrikaans dichter
- Dennis Burkley, Amerikaans acteur
- Dennis Cole, Amerikaans acteur
- Dennis Christopher, Amerikaans acteur
- Dennis DeYoung, Amerikaanse zanger, schrijver, muzikant en producer
- Dennis Edwards, Amerikaans zanger
- Dennis Erhardt, Nederlands zanger, presentator en producer
- Dennis Farina, Amerikaans acteur
- Dennis Franz, Amerikaans acteur
- Dennis Gabor, Hongaars-Brits natuurkundige
- Dennis Gentenaar, Nederlands voetballer
- Dennis van der Geest, Nederlands judoka
- Dennis Haskins, Amerikaans acteur
- Dennis Hayden, Amerikaans acteur
- Dennis Haysbert, Amerikaans acteur
- Dennis Hediger, Zwitsers voetballer
- Dennis Herod, Engels voetballer
- Dennis Hopper, Amerikaans acteur
- Dennis Hulshoff, Nederlands voetballer
- Dennis Janssen, Nederlands voetballer
- Dennis de Jong, Nederlands politicus
- Dennis Kucinich, Amerikaans politicus
- Dennis Lawrence, voetballer uit Trinidad en Tobago
- Dennis Lemke, Duits voetballer
- Dennis Licht, Nederlands atleet
- Dennis McGee, Amerikaans cajun-muzikant
- Dennis Miller Bunker, Amerikaans kunstschilder
- Dennis Mitchell, Amerikaans sprinter
- Dennis Mizzi, Maltees voetballer
- Dennis de Nooijer, Nederlands voetballer
- Dennis Oppenheim, Amerikaans kunstenaar
- Dennis Poore, Brits, piloot, ondernemer, financier en Formule 1-coureur.
- Dennis Potter, Engels schrijver
- Dennis Praet, Belgisch voetballer
- Dennis Priestley, Engels darter
- Dennis Purperhart, Surinaams voetballer
- Dennis Quaid, Amerikaans acteur
- Dennis Rader, Amerikaans seriemoordenaar
- Dennis Rijnbeek, Nederlands zwemmer
- Dennis Ritchie, Amerikaans informaticus
- Dennis Rodman, Amerikaans basketbalspeler
- Dennis Rommedahl, Deens voetballer
- Dennis Ruyer, Nederlands radio-dj
- Dennis van Scheppingen, Nederlands tennisser
- Dennis Smit, Nederlands wielrenner
- Dennis Sørensen, Deens voetballer
- Dennis Stewart (1947-1994), Amerikaans acteur
- Dennis Storm, Nederlands presentator
- Dennis Taylor, Brits snookerspeler
- Dennis Telgenkamp, Nederlands voetbaldoelman
- Dennis Troy, Amerikaanse acteur
- Dennis den Turk, Nederlands voetballer
- Dennis van de Ven, Nederlands regisseur, acteur, schrijver, zanger, cabaretier en televisiemaker
- Dennis Vink, Nederlands econoom en hoogleraar
- Dennis ten Vergert, Nederlands musicalacteur en zanger
- Dennis Verheugd, Nederlands radio-dj
- Dennis Weaver, Amerikaans acteur
- Dennis Weening, Nederlands presentator
- Dennis van Wijk, Nederlands voetballer en voetbaltrainer
- Dennis Wilson, Amerikaans muzikant
- Dennis Wilt, Nederlands meteoroloog en presentator
- Dennis van Winden, Nederlands wielrenner
- Dennis Wise, Brits voetballer

### Denijs
- Denijs van Alsloot, Vlaams schilder
- Denijs Calvaert, Vlaams schilder

### Denis
- Denis Diderot, Frans schrijver en filosoof
- Denis Fonvizin, Russisch schrijver
- Denis Gremelmayr, Duits tennisser
- Denis Henriquez, Arubaans schrijver
- Denis Leary, Amerikaans-Iers acteur
- Denis Mathen, Belgisch politicus
- Denis Mensjov, Russisch wielrenner
- Denis Neville, Engels voetballer
- Denis Nizjegorodov, Russisch snelwandelaar
- Denis Ovens, Engels darter
- Denis Pankratov, Russisch zwemmer
- Denis Papin, Frans natuurkundige, wiskundige en uitvinder
- Denis Pimankov, Russisch zwemmer
- Denis de Rougemont, Zwitsers denker
- Denis Sassou-Nguesso, Congolees politicus
- Denis Scuto, Luxemburgs voetballer
- Denis Stoffels, zesde bisschop van Brugge
- Denis Ten, Kazachs kunstschaatser
- Denis Wright, Brits componist en dirigent

### Dionigi
- Dionigi Tettamanzi, Italiaans geestelijke

## Fictieve figuren
- Dennis the Menace (Amerikaanse stripserie), een Amerikaans stripfiguur
- Dennis the Menace (Britse stripserie), een Brits stripfiguur